# تلمبه مظفر عباسلو
تلمبه مظفرعباسلو روستایی در دهستان گلستان بخش گلستان شهرستان سیرجان استان کرمان ایران است.

## جمعیت
بر پایه سرشماری عمومی نفوس و مسکن در سال ۱۳۹۵ جمعیت این مکان ۴۳ نفر (۱۵خانوار) بوده‌است.